# Enneapterygius
Enneapterygius és un gènere de peixos de la família dels tripterígids i de l'ordre dels perciformes.

## Taxonomia
- Enneapterygius abeli (Klausewitz, 1960)
- Enneapterygius atriceps (Jenkins, 1903)
- Enneapterygius atrogulare (Günther, 1873)
- Enneapterygius bahasa (Fricke, 1997)
- Enneapterygius bichrous (Fricke, 1994)
- Enneapterygius cheni (Wang, Shao & Shen, 1996)[2][3]
- Enneapterygius clarkae (Holleman, 1982)
- Enneapterygius clea (Fricke, 1997)
- Enneapterygius destai (Clark, 1980)
- Enneapterygius elaine (Holleman, 2005)
- Enneapterygius elegans (Peters, 1876)
- Enneapterygius etheostomus (Jordan & Snyder, 1902)
- Enneapterygius fasciatus (Weber, 1909)
- Enneapterygius flavoccipitis (Shen, 1994)
- Enneapterygius fuscoventer (Fricke, 1997)
- Enneapterygius genamaculatus (Holleman, 2005)
- Enneapterygius gracilis (Fricke, 1994)
- Enneapterygius gruschkai (Holleman, 2005)
- Enneapterygius hemimelas (Kner & Steindachner, 1867)
- Enneapterygius hollemani (Randall, 1995)
- Enneapterygius howensis (Fricke, 1997)
- Enneapterygius kermadecensis (Fricke, 1994)
- Enneapterygius kosiensis (Holleman, 2005)
- Enneapterygius larsonae (Fricke, 1994)
- Enneapterygius melanospilus (Randall, 1995)
- Enneapterygius minutus (Günther, 1877)
- Enneapterygius mirabilis (Fricke, 1994)
- Enneapterygius miyakensis (Fricke, 1987)
- Enneapterygius namarrgon (Fricke, 1997)
- Enneapterygius nanus (Schultz, 1960)
- Enneapterygius nasimae (Hoda, 1983)[4]
- Enneapterygius niger (Fricke, 1994)
- Enneapterygius nigricauda (Fricke, 1997)
- Enneapterygius obscurus (Clark, 1980)
- Enneapterygius ornatus (Fricke, 1997)
- Enneapterygius pallidoserialis (Fricke, 1997)
- Enneapterygius paucifasciatus (Fricke, 1994)
- Enneapterygius philippinus (Peters, 1869)
- Enneapterygius pusillus (Rüppell, 1835)
- Enneapterygius pyramis (Fricke, 1994)
- Enneapterygius randalli (Fricke, 1997)
- Enneapterygius rhabdotus (Fricke, 1994)[5]
- Enneapterygius rhothion (Fricke, 1997)
- Enneapterygius rubicauda (Shen, 1994)
- Enneapterygius rufopileus (Waite, 1904)
- Enneapterygius senoui (Motomura, Harazaki & Hardy, 2005)[6]
- Enneapterygius shaoi (Chiang & Chen, 2008)[7]
- Enneapterygius sheni (Chiang & Chen, 2008)[7]
- Enneapterygius signicauda (Fricke, 1997)
- Enneapterygius similis (Fricke, 1997)
- Enneapterygius triserialis (Fricke, 1994)
- Enneapterygius trisignatus (Fricke, 2001)[8]
- Enneapterygius tutuilae (Jordan & Seale, 1906)
- Enneapterygius unimaculatus (Fricke, 1994)
- Enneapterygius ventermaculus (Holleman, 1982)
- Enneapterygius vexillarius (Fowler, 1946)
- Enneapterygius williamsi (Fricke, 1997)
- Enneapterygius ziegleri (Fricke, 1994)[9][10][11][12][13][14][15]